# アイ・シティ
『アイ・シティ』（AI CITY）は、板橋しゅうほう作の漫画、及びそれを原作としたOVA作品である。

## 概要
双葉社発行の漫画雑誌『月刊スーパーアクション』（廃刊）誌上にて、1983年6月号から1984年7月号まで連載された。コミックスは双葉社「アクションコミックス」として発行。後に大都社から再刊。

## あらすじ
警官ライデンは、ふとしたことから不審な「親子」、ケイとアイを愛車に乗せ、彼らと超能力を駆使する女性戦士、ケイトゥとのサイキックバトルに巻き込まれる。「伝説のトリガー」アイの助力を得たケイは、最大の能力を引き出されケイトゥを夜空の裂け目に吹き飛ばした。様々な謎を考える間もなく、彼らはクゥ・ラグア・リー率いる擬似超能力者組織「フラウド」の刺客を迎え撃つことになる。

## 登場人物

### アイの同行者
K（ケイ）
例外的にヘッドメーターズとチューンドマンの両方の能力を持つ男。フラウドのリーダー、クゥ・ラグア・リー自身によって試作された。
しかしヘッドメーターズとしては欠陥品で、フラウドに恋人エツコを殺されたショックで、能力ケージのヘッドメーターはレベル5までしか上がらなくなった。その能力も不完全な読心能力しか持っておらず、スプーンを曲げることさえできない。しかし、アイによって力を引き出されると、そのメーターは無限大（∞）まで上がる。
チューンドマンとしての能力は、イーやリャンの出力の10分の1にも満たない。だがＫの体には、彼らとは異なる改造が行われている。漢方で言う経路、すなわち動脈と静脈の分岐点である『経路口』=『ツボ』にチューニングが施されているのである。体中の主だったツボ108箇所がセンサーに包まれ、筋肉・内臓・脳を生体（バイオ）コントロールしている。通常、20％程度しか使われていない人間の筋肉を、ツボをコントロールすることで常時100％活用できるようにしている。ヘッドメーターがレベル5に達するとセンサーは始動でき、体中のツボが発光を始める。
普段は温厚だが、アイが意識を失うと枷が外れ、凶暴化する。
大学時代、掲示板で呼び出されて訪れた医務室で、いきなり麻酔で眠らされ、ヘッドメーターズになるための手術を受ける。同様に呼び出されて手術を受けた学生たちの多くは、適合できずに死んだ。当初はそれを現実として受け入れ、優越感さえ覚えていた。だが、恋人エツコが手術で死んでからは、絶望して生きる気力さえ失い、ヘッドメーターもレベル5までしか上がらなくなってしまった。そんな時、「I2・アイ」と名乗る、エツコを10歳若くしたような容姿の少女と出会う。エツコのコードネームである「I（アイ）」を名乗るアイがエツコのクローンであることを確信したKは、なぜ彼女や自身の女性化クローンであるK2が存在するのかという疑問には目をつぶったまま、アイの父親として振る舞う。
I2（アイ）
Kとともにフラウドを脱走したヘッドメーターズ（ただし、まだヘッドメーターの手術は受けていない）。正式にはI2（アイトゥ）。フラウドに殺されたケイの恋人エツコ=『I（アイ）』のクローンで、Kを父と慕う。他人の潜在能力を引き出して増幅させる伝説の『トリガー』ではないかと疑われ、フラウドからその行方を追われている。『I2』の『2』は、「ヘッドメーターズI（アイ）のクローン第二世代目」という意味。しかし、なぜかヘッドメーターズの誰も、『I』そして『I2』が何者であるかを知らなかった。2人の経歴を思い出そうとすると、全員記憶があやふやになってしまうのである。そして、コンピューターの記憶バンクには2人に関するメモリーはなく、『ヘッドメーターズI』は欠番ということになっている。なぜ彼らが『I』や『I2』を認めていたかはわからないが、彼女たちは現実には存在していなかった。
猫
位相幾何壁画に触れて尻尾を失った野良猫。その治療を受けた後、アイが連れて歩いていた。
ヨシオカ・ライデン
34歳。Kとアイ対フラウドの戦いに巻き込まれた現職警察官。お節介焼きの性格が災いして、トラブルに巻き込まれる。若い頃はレーサー志望だったが、視力の問題で断念、警察官となる。カーマニアで、アルピナ・チューンのBMWを愛車としている。愛妻アケミと自分に惹かれているケイトゥとの間で板ばさみになる。
K2（ケイトゥ）
染色体を操作されて生まれたケイの女性化クローン。能力的にはミスターJと同レベルのフラウドの上級ヘッドメーターズで、Kとアイの追跡部隊を率いていた。強烈な自己愛からKを愛し、彼にも自分を愛するように求め、さらには彼の心を独占するアイを殺そうとする。しかし、位相幾何壁画に触れてしまった事で記憶喪失と幼児退行を起こし、助けてくれたライデンに懐く。記憶を取り戻した後も、ライデンへの気持ちは変わらなかった。
リー
マーケットの雇われ老ガードマン。Kからアイを預かる。アイの身を案じるなど優しく親切な老人であるが、実はレベル100のヘッドメーターズであったりと謎が多い人物。

### フロア1983の住人
ヨシオカ・アケミ
ライデンの妻。ライデンを尻に敷いている。アロイに取り付かれ、その傀儡とされる。
チンピラ3人組
ライデンの通報で大学への不正入試がバレたことを逆恨みして彼の自宅で待ち伏せして襲ってきた。それまでも、親に婦女暴行や暴力事件をもみ消してもらっていた。
スギウラ
チンピラ3人組の一人。ズボン吊りの小男。アロイに乗り移られ、操り人形として行動させられる。
ミヤサカ
チンピラ3人組の一人。筋肉質の大柄の男。アロイに操られたスギウラに、車の前に突き飛ばされて轢かれる。
タケナカ
チンピラ3人組の一人。茶髪のパーマ頭にサングラスのにやけた男。ライデンに撃ち込んだはずの銃弾が自身の体内に転送され、死亡。

### フロア2183の住人
クゥ・ラグア・リー
フロア2183の最高諮問機関であり、フロア1983の管理も行う組織フラウドのリーダー。ヘッドメーターズの超能力を後ろ盾に、首席ライ・ロー・チンと対立する。また自身もヘッドメーターズであり、レベルは100。
大柄で筋肉質の男。スキンヘッドの頭部に、目や口元、額などを覆う金属製の電子器具を装着している。
自分たちが永遠に固定化された1983年を生きるフロア1983の人類を管理している支配階級だと信じていたが、自身も彼らと同様により上位の管理者（インスペクター）に管理されている俘虜だということに気づいてしまい、戦いを挑むことを決意する。
J / ミスターJ
フラウドの上級ヘッドメーターズで、レベルは40。Kとアイ追跡の実働部隊を指揮する。クゥ・ラグア・リーの小姓で、彼を崇拝し慕う、中性的な長髪の青年。彼が自分に対する関心を失うことを常に恐れている。
イー
フラウドの工作員。肉体改造を受け、戦車並みのパワーを持つチューンドマン。指先からは光線を発する。リャンとコンビを組み、Kたちを追う。全身黒尽くめの人民服で、丸縁めがねに帽子をかぶっている。
リャン
イーの相棒。イーと同様の改造を受けたチューンドマン。服装も似ている。アイによって力を増幅された猫に殺される。
A / ミスA
ヘッドメーターズのリーダー。クゥ・ラグア・リーの片腕。セデス家の令嬢。筋肉質の女性。ヘッドメーターズの中に弟のBがいる。
おしゃべり人形
フラウド本部でオペレーター業務を担当するヒューマン・ロボット（アンドロイド）たちの総称。見た目は、全裸でスキンヘッドの中年男性。
ライ・ロー・チン
フロア2183の首席。フラウドのリーダーであるクゥ・ラグア・リーと唯一対峙する人物。外見はおかっぱ頭の貧相な老人。特殊な溶液で満たされたカプセルの中に、常に裸で浸かっている。そのカプセルは、大型の人間型ロボットの胴体と首に当たる部分に納められ、事実上、ライ・ロー・チンの肉体の代役を果たしている。またそのカプセルは、ヘッドメーターズの読心術を防ぐ機能も持っている。カプセルの形状が某浣腸器に似ていることから、ミスAからは「浣腸頭」と呼ばれている。
アロイ
不定形であるため、有機体に乗り移って意識をコントロールすることで世界に干渉する。ただし、意識支配した体は非常に暗示にかかりやすい。
猫、フラウドのスタッフ、スギウラ、ヨシオカ・アケミ、ライ・ロー・チンの人工ボディなどに次々と乗り移り、彼らの肉体を操った。
アイと同様に、触れたりとりついたりした相手の潜在能力を引き出すことができる。
その正体は、アイとは相反するプログラムアロイ（後述）によって生み出された存在であり、たまたま発見された怪物細胞をその依り代として利用していた。それは自分にない遺伝子を自分のものとして自らに組み込もうとするクローン細胞であり、他のクローン細胞を与え続けると、およそ8倍の遺伝子量を持つ怪物細胞へと成長した。
アロイは、アイたちのいるフロアよりずっと上のフロアで、数十億人分の遺伝子を内に秘め、思念だけを送り込んで、たった一人で戦いを挑んでいた。

### 西暦1983年の住人
リー・クワバラ
日本の静岡県伊豆に存在した春日ラボ（研究所）の所長。
ロサンゼルス工科大学生体工学科で名を馳せた。しかし、人工的に超能力者を造るために生体実験を繰り返し、学会を追放された。そこを親友であった春日宗介に拾われ、彼の研究所である春日ラボに勤めるようになる。宗介の死後はラボの所長に就任するが、結局、春日宗介とその息子を裏切り、親子が研究していたプログラムを手土産に学会へと復帰した。
クゥ・ラグア・リーと老人リーのオリジナル（2人は彼のクローン）。
春日
春日ラボの研究員で、元所長の春日宗介の息子。
3年前の1980年、父親と妻と娘を交通事故で一度に亡くす。
父親が研究していたプログラムアイを完成させる。
Kのオリジナル。

## 用語
フロア
『フラウドビル』=『神柱』を中心に同心円状に広がる世界のこと。中心から外側へ向かうと、440キロメートル地点で景色は消えうせ、最終的には行く手を塞ぐ壁（位相幾何壁画）が現れる。つまりフロアとは、周囲をぐるりと外壁で囲まれた半径440キロの円柱の内側に存在する円筒の世界のことである。
フロア1983
西暦1983年の日本の東京を再現し、それを何度もやり直している世界。
降下するフロア1983の天井、つまりフロア2183の下部構造から剥がれ落ちて降ってきた毒雪（天井に付着した公害物質が結晶化したもの）の量から計算すると、フロアが出来てから少なくとも4000年は経過していることになる。
フロア2183
フロア1983を管理する、その階上都市。西暦2183年を再現した世界。フラウドやライ・ロー・チンが所属する世界。
フラウド（FRAUD）
擬似超能力（UESP）を持つ者たちの集団であり、「詐欺師」を意味するフラウドという組織名は、彼らの超能力が人工的なものであることに由来する。
フロア2183において、国家の最高諮問機関とされている。
それまでの掟を破って本部を神柱内部に置き、そこをフラウドビルと称している。またクゥ・ラグア・リーは、そこに居住している。
構成員は、ヘッドメーターズと呼ばれており、体に埋め込まれた数々の電子装置によって他人の脳波を解析して心を読み（擬似テレパシー）、磁場を操作して空中に浮かんだり物を動かしたりする（レビテーション=空中浮揚とサイコキネシス / テレキネシス）。そして都市コンピューターと直接交信することによって近い未来に起こることを高い的中率で予測する（プレコグニション=予知能力）。能力を発揮すると、その度合いに応じて額に数字が表示される。対チューンドマン戦用に重装備のパワーサポーターを装備することもある。
神柱
フロアの中央を貫いてそびえ立つ柱状の構造物。たとえフロアが押しつぶされても、神柱自体はフロアを突き抜けているので関係ない。
クゥ・ラグア・リーたちからは、「フラウドビル」と呼ばれている。
トリガー
擬似超能力ではない、本物の超能力（ハイパーアビリティ）の究極の姿。
自分以外の人間の潜在能力を開放させる能力を秘めている。
チューンドマン（改体者、改造人間）
人工筋肉や金属骨格などを埋め込まれ、戦車に匹敵する戦闘能力を有する。
ヘッドメーターズにとっては、特に心が読みやすい相手。
ダイバー
ライ・ロー・チンがクゥ・ラグア・リーに貸与した新鋭の機動空兵、戦闘飛行艇。新たな敵、アロイに対抗するためのクゥ・ラグア・リーの護衛機。円盤型で、ジェットエンジンで推進する。上部（ダイバー1）は分離し、人型戦闘ロボットに変形して戦うことができる。分離後も、下部（ダイバー2）はそのまま飛行艇として使用可能。
位相幾何壁画
フロアを取り囲む壁。眼には見えないがそこに存在し、空間をねじ曲げて通り抜けようとするものを元の位置に戻す。例えば、壁に向かって投げた石は自分の後ろから飛んでくる。破壊されても、自己修復能力によって元に戻る。フロア市民は意識操作され、そこに壁があること自体に気づかない。ゲートを通って壁の外側に出ると、回廊状に円筒世界を取り囲む通路が現れる。そして位相幾何壁の反対側は全面窓になっており、宇宙空間を見渡すことが出来る。
アイ、アイシティ
記憶中枢の深層に眠る何世代も前の記憶の扉を開くためのパスワード。
プログラムアイ
人類の正当な進化のためのDNA汚染からの防御と、それを実行するための都市管理の基本プログラム。
1984年に解禁されることになる遺伝子操作・組み換えによるDNAレベルにおける遺伝子への汚染により、人類の進化が生命樹からかけ離れた地点へ移行してしまうことを危惧した春日ラボの春日親子によって研究されていた。
それが人類にとって良きことか悪しきことかは1980年代時点では判断がつかないが、人類はやはり生物として生命樹の枝の一本として順当に進化して欲しいという親子の願いが込められたプログラム。
父親が5年、後を引き継いだ息子が3年かけて1983年に完成させた。音声出力は交通事故で死んだ娘の声に似せている。
「DNA汚染が人類にとって致命傷となった時のため、汚染前の人類の体細胞を冷凍保存せよ」というプログラムの指示通りに、春日（息子）が父親や妻、娘のものを含む1983年時点での人類の体細胞を保存していたおかげで可能になった。
親子の創造したプログラムは、信じがたい時間を経て神によって具現化された。冷凍保存されていた細胞はクローニングによって、かつての地球の各年代を再現した階層フロアに押し込められ、それぞれの時代の人類として生活している。遺伝子操作のない1983年の純体時代（ピュアエイジ）の中から進化に適した者を上のフロアに上げ、そしてその中からまた進化に適した者を上の階へということを繰り返し、そうやって進化させた者が神の判断によって間違った進化だと判定されたら、また間違い始めたフロアまで戻されて進化をやり直す。そのためには、それぞれの年代フロアの住人たちは進化してはならず、幾世代経ってもさほど変わらない人生を送り、進化に適した者たちを生み出し続けるのである。これを「小輪廻」と呼び、進化を誤ったフロアを丸ごと押し潰して初めからやり直すことを「大輪廻」と呼ぶ。
進化を間違った神が、基本プログラムアイを生命レベルまで高め、進化のカンフル剤として1983に送り込んだものが「アイ」である。彼女には少しでも触れ合えばその人間の持っている潜在能力を開放する能力が与えられた。
プログラムアロイ
プログラムアイと相反するプログラム。
春日親子の元から持ち出したプログラムアイを元に、リー・クワバラによって開発された。
進化は遺伝子操作の繰り返しによってなされるというきわめて独断的な仕組みで、一人の人間の良い部分に他の人間の良い部分をDNAレベルで重ねていく。その繰り返しでよりすぐれた雑種体（ハイブリッド）を造ろうとするのがプログラムアロイである（アロイとは「合金」、「重合体」の意味）。
神、創造主
フロア1983や2183のはるか上方で、現時点の進化の頂点で袋小路に入り込み、どうにもならない状態で眠りながら絶滅を待っている人類。
プログラムアイとアロイのどちらに進化のやり直しをさせるかを、両者を争わせることで決めようとしている。
何らかの目的地が迫っているので、焦っているようである。

## アニメ
1986年にOVA作品として製作され、VHS発売と同日の1986年7月26日には東宝系にて劇場公開された。

### キャスト
- ケイ - 鈴置洋孝
- アイ - 上田由紀
- ライデン - 野沢那智
- K2 - 小山茉美
- クゥ・ラグア・リー - 小林清志
- ライ・ロー・チン - 永井一郎
- アロイ - 渡部猛
- ティ - 八奈見乗児
- ミスターJ - 堀内賢雄
- イー - 銀河万丈
- リャン - 二又一成

### スタッフ
- 原作 - 板橋しゅうほう
- 監督 - 真下耕一
- 企画 - 藤原正道、高橋豊
- プロデューサー - 加藤博
- 脚本 - 園田英樹
- 演出 - 大庭寿太郎
- キャラクターデザイン・総作画監督 - 井口忠一
- 作画監督 - はばらのぶよし、松田芳明、工藤柾輝、長島正徳、田中正弘
- 撮影監督 - 鳥越一志、杉山幸夫
- 音楽 - 鷺巣詩郎
- 音楽プロデューサー - 大石稀哉
- 美術監督 - 新井寅雄
- 音響監督 - 松浦典良
- 編集 - 正木直幸、赤堀義浩、古橋宏
- 製作 - 東宝、ムービック、葦プロダクション

### 主題歌
オープニング・エンディング 「アイ・シティ」
歌 - 上田由紀 / 作詞 - 阿木燿子 / 作曲 - Johnny / 編曲 - 鷺巣詩郎
挿入歌「Dream girl」
歌 - 上田由紀 / 作詞 - 阿木燿子 / 作曲 - Johnny / 編曲 - 鷺巣詩郎
挿入歌「PSYCHIC MAN」
歌 - 楠木勇有行 / 作詞 - ジェシー楠木 / 作・編曲 - 鷺巣詩郎